# Aeroporto João Paulo II
O Aeroporto João Paulo II (código IATA: PDL, código OACI: LPPD) também chamado de Aeroporto de Ponta Delgada ou popularmente conhecido como Aeroporto de Nordela localiza-se na freguesia de Relva na cidade de Ponta Delgada, Ilha de São Miguel, Açores, a cidade mais populosa dos Açores. É o principal ponto de entrada de passageiros e carga aérea no arquipélago. A sua denominação é uma homenagem ao Papa João Paulo II, quando de sua passagem pelos Açores em 11 de Maio de 1991. Tem uma pista, designada de 12/30, com 2525 metros na sua totalidade.

## História
Em agosto de 1969, foi aberto ao tráfego civil com o nome de Aeroporto de Nordela. Possuía cerca de 1700 metros de comprimento e o terminal principal situava-se perto do hangar, ainda existindo hoje em dia. Depois da abertura do novo terminal em 1995, deixou de ser utilizado para voos. Foi neste pátio que o avião do primeiro voo internacional de Ponta Delgada estacionou, um Boeing 727 fretado pela Lusair, com destino a Boston.

## Instalações
O Aeroporto João Paulo II tem um hangar de manutenção, o qual é utilizado pela SATA Air Açores e SATA Internacional com o A320 e A321.
Segundo as cartas aéreas do aeroporto, o aeroporto tem três placas de estacionamento de aeronaves. A placa W (Whisky), que é a mais importante, devido ao facto de localizar-se em frente ao terminal principal.
Tem três posições medium (W1, W2 e W3), que ligam-se à pista 12 pela taxiway C (Charlie).
A placa S (Sul ou Sierra) é utilizada para aviões de porte grande (heavy) ou aviões privados. Tem principalmente 3 posições medium/heavy, direcionadas para a taxiway.
A placa N (Norte) tem capacidade para 4 aviões small e 2 medium. É lá que está o hangar de manutenção da SATA e o antigo terminal. O aeroporto dispõe de uma central de bombeiros, situada ao lado do hangar.

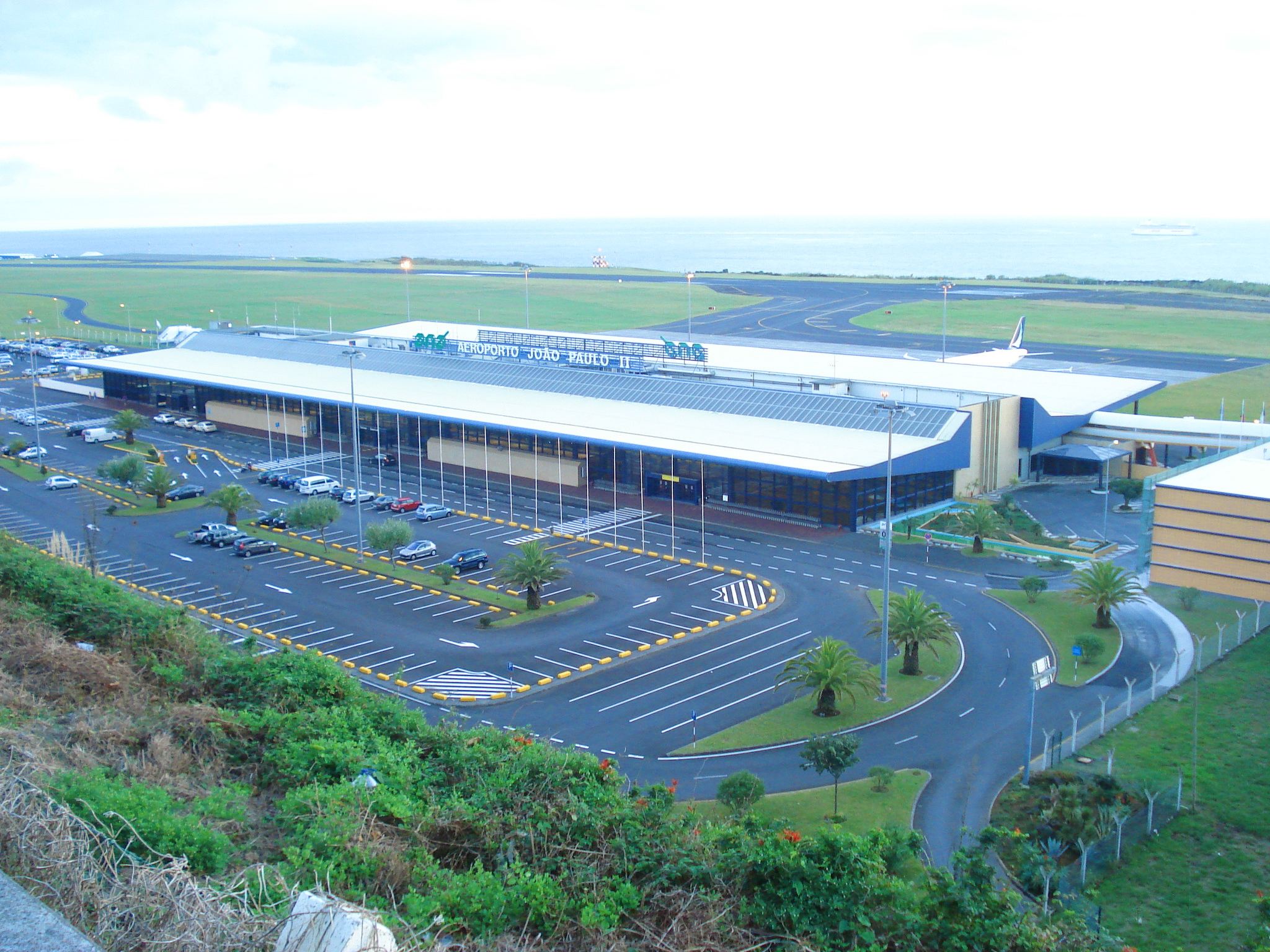
Aeroporto João Paulo II

Está a ser estudada a ampliação do Aeroporto de Ponta Delgada, pela VINCI, atual gestora do aeroporto, com inicio apontado para 2024 e conclusão estimada em 2027. A obra pretende ampliar a infraestrutura em quatro mil metros quadrados, e dotando a infraestrutura de um segundo piso, para melhorar a experiência dos passageiros nas partidas e chegadas. A obra também estuda a possibilidade de aumentar a eficiência energética da infraestrutura.
Os dias de maior tráfego neste aeroporto são no Verão, tendo dias com mais de 25 descolagens e aterragens, devido à época alta, com os voos sazonais para a Alemanha, França, Inglaterra realizados pela SATA, com os voos para a Alemanha, Espanha, França, Países Baixos operados por outras companhias aéreas e ao aumento dos voos de aviões privados/executivos.

## Localização e dados técnicos
- Latitude: 37 44' 31 N
- Longitude: 25 41' 52 W
- Altitude: 79 m (259 ft)
- Pista: 12-30: 2525x45 m (8242x145ft)
- ILS cat I na pista 30

## Companhias Aéreas e Destinos
| Companhia Aérea    | Destinos |
| Azores Airlines    | Boston, Faro, Frankfurt, Funchal, Lisboa, Milão-Malpensa, Nova Iorque-JFK, Paris-Charles de Gaulle, Praia, Porto, Toronto-Pearson, Sazonal: Barcelona, Bilbao, Londres-Gatwick, Montréal-Trudeau, Providence |
| British Airways    | Sazonal: Londres-Heathrow |
| Iberia             | Sazonal: Madrid |
| Lufthansa          | Sazonal: Frankfurt |
| Ryanair            | Lisboa, Londres-Stansted, Porto, Bruxelas-Charleroi |
| SATA Air Açores    | Corvo, Flores, Funchal, Graciosa, Horta, Pico, Santa Maria, São Jorge, Terceira |
| TAP Air Portugal   | Lisboa Sazonal: Porto |
| Transavia          | Sazonal: Amsterdão, Paris-Orly |
| TUIFly Netherlands | Sazonal: Amsterdão |
| TUIFly Belgium     | Sazonal: Charleroi |
| United Airlines    | Sazonal: Nova Iorque-Newark |

## Movimentos
Ver a consulta original do Wikidata.
Inclui, desde 2013, todos os movimentos dos principais Aeroportos do Arquipélago dos Açores, nomeadamente Ponta Delgada (João Paulo II), Horta, Santa Maria e Flores, que estão sob concessão da Vinci.
| Ano                      | Passageiros |
| ------------------------ | ----------- |
| 2005                     | 873 500     |
| 2009                     | 875 083     |
| 2010                     | 897 083     |
| 2011                     | 897 988     |
| 2012                     | 869 853     |
| 2013                     | 829 986     |
| 2014                     | 944 804     |
| 2015                     | 1 236 789   |
| 2016                     | 1 515 480   |
| 2017                     | 1 849 000   |
| 2018                     | 1 904 310   |
| 2021                     | 1 265 693   |
| 2024                     | 3,285,000   |
| Fonte: Pordata Vinci INE |             |

## Incidentes e acidentes
- No dia 31 de agosto de 2004, uma aeronave particular ultra leve motorizada Jabiru SK, de matriculada CS-UKC, teve uma falha súbita de motor após a descolagem, tendo embatido em vários carros no parque de estacionamento do aeroporto, o piloto não sofreu ferimentos, o passageiro sofreu ferimentos graves.[7]
- No dia 11 de dezembro de 1999, o ATP matriculado CS-TGM da SATA Air Açores, descolado de Ponta Delgada, embateu no Pico da Esperança, São Jorge, causando a morte a todos os 35 ocupantes.
- No dia 27 de outubro de 1995, um avião C-160, da Deutsche Luftwaffe, matriculado de 50+33, com destino a St John's, Canadá, caiu ao mar depois de ter atingido um poste na descolagem em Ponta Delgada, matando todos os 7 ocupantes.